# Långtjärnen (Äppelbo socken, Dalarna)
Långtjärnen är en sjö i Vansbro kommun i Dalarna och ingår i Dalälvens huvudavrinningsområde.